# W型12気筒
W型12気筒（ダブリュがたじゅうにきとう）はピストン式内燃機関（レシプロエンジン）のシリンダー配列形式の一つで、W型エンジンの一種。W12と略されることもある。
現在までにW型12気筒は2種類の異なる構成の物が製造された。ひとつはネイピア ライオンエンジンに代表される4個のシリンダーが3つのシリンダーバンクに振り分けられて12気筒を構成する3バンク型であり、もうひとつが狭角V型エンジンの技術を応用して2つの狭角V型6気筒エンジンを組み合わせ、見かけ上4バンクのシリンダーバンクを構成するように設計されたものである。後者のものを前者のものと区別する為にWR12という略称を用いることもある。

## ネイピア・ライオン

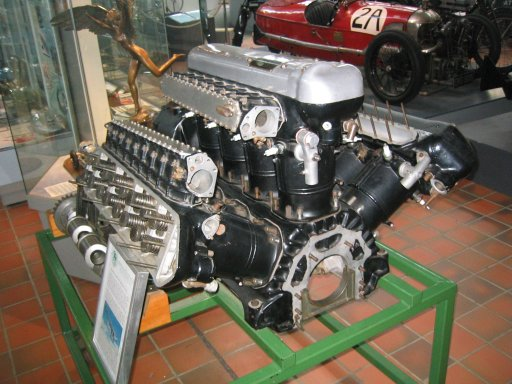
ブルックランズ博物館所蔵のネイピア・ライオン

最も有名なW型12気筒の一つとして、第一次世界大戦中の1917年から1930年代後半にかけてイギリスのネイピア・アンド・サンによって航空機用レシプロエンジンとして設計生産されたネイピア ライオンエンジンが挙げられる。このエンジンはアルミ合金製のシリンダーブロックとシリンダーヘッドをもつ総排気量24Lのエンジンで、3つのシリンダーバンクは60度の角度で結合され、生産時期により450馬力から900馬力の出力を発揮した。
このエンジンは航空機以外にレーシングカーでもジョン・コッブやマルコム・キャンベルの手により使用され、航空機レースでもen:Supermarine_S.5がシュナイダー・トロフィー・レースを制した記録が残る。また、en:Hubert_Scott-Paineがパワーボートのen:Miss_Britain_IIIに用いて競技に用いた記録もある。
ネイピア・ライオンを参考に開発されたロレーヌ 12Eは8,000台が生産された。
このような3バンク式W型12気筒はフォルクスワーゲンやアウディが狭角V型エンジンを応用したWR12エンジンを開発する前に試作された記録があるほか、イギリスの自動車メーカーのサンビームが自社のen:Sunbeam_Arabエンジンを改良してen:Sunbeam Kaffirエンジンとして開発していたが、いずれもネイピア・ライオンのような成功を収めることなく終わっている。

## フォルクスワーゲンの4バンク式W型12気筒

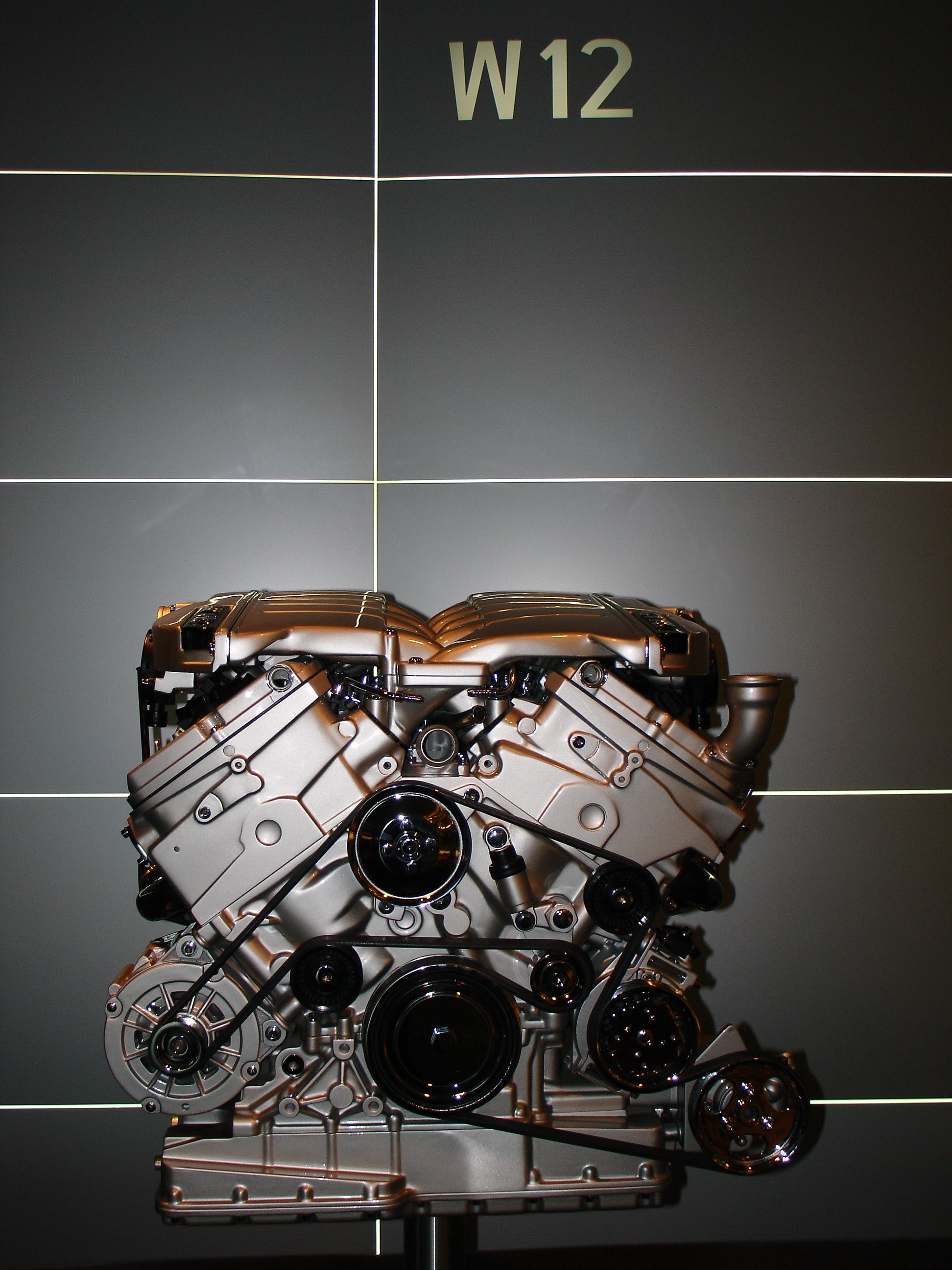
フォルクスワーゲンの4バンク式W型12気筒

正式名称 W12。フォルクスワーゲンが設計・製造した狭角V型6気筒エンジンVR6を2つ組み合わせることで、外観上4つのシリンダーバンクを持つダブル狭角V型6気筒構成の12気筒エンジン。VR型エンジンを合わせたダブルV(VV)構成となっていることから、WR型12気筒(WR12)とも呼ばれる。
2001年の東京モーターショーにて、フォルクスワーゲンはコンセプトカーのフォルクスワーゲン・W12ナルドを出展、4バンク式W型12気筒が初めて世界に公開された。W12ナルドはミッドシップレイアウトの後輪駆動車で、6.0Lの4バンク式W型12気筒エンジンを搭載していた。最大出力は600馬力以上とされ、モーターショー出展の1週間前には24時間連続走行テストにおいて、平均速度295.24km/hで7,085.7kmを走りきり、従来の世界記録を12km更新する24時間走行距離の世界記録を樹立したばかりであった。
W12ナルドクーペはこの後に市販されることも計画されていたが、結局中止された。しかし、この4バンク式W型12気筒エンジンはその後のフォルクスワーゲングループの市販車両の多くに搭載されている。
なお、フォルクスワーゲンはこの4バンク式W型12気筒と平行してブガッティのコンセプトカー向けに3バンク式W型18気筒エンジンも試作していたが、こちらはその後市販されることなく終わっている。後のブガッティ・ヴェイロンには4バンク式W型12気筒を拡張した4バンク式W型16気筒が採用された。
4バンク式W型12気筒を採用した車種は下記の通りである。
- アウディ・A8 W12
- ベントレー・コンチネンタルGT
- ベントレー・コンチネンタル・フライング・スパー - 2005年モデル
- スパイカー・C12 LaTurbie
- スパイカー・C12 ザガート
- スパイカー・D12 Peking-to-Paris
- フォルクスワーゲン・フェートン W12
- フォルクスワーゲン・トゥアレグ W12

## F1でのW型12気筒
1980年代後半、2つのW型12気筒エンジンがF1のために開発された。

### MGN
一つはフランスのen:Guy Negreが開発したMGNエンジンで、一つのクランクピンに3つのコネクティングロッドを接続して4気筒3バンク式W型12気筒エンジンを実現していた。このエンジンは非常にコンパクトに設計されており、燃焼室のバルブには一般的なポペットバルブではなくロータリーバルブを採用していたことが特徴であった。
しかし、このエンジンはAGSの試作F1カーとNorma社の試作スポーツカーでテストが行われたものの、実際にレースに投入されることなく終わっている。

### ライフ

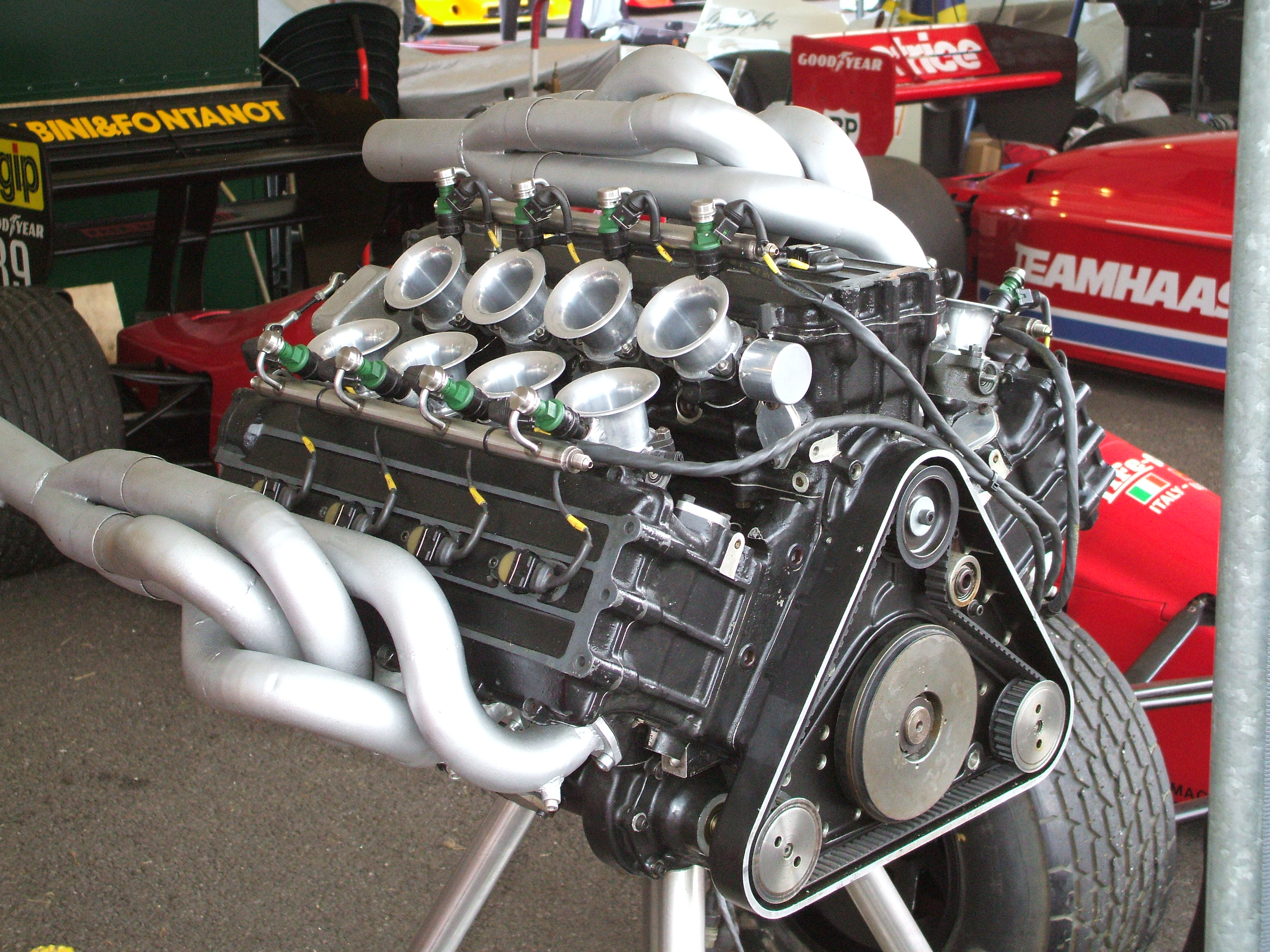
ライフ製W12エンジン（グッドウッド・フェスティバル・オブ・スピード2009にて）

もう一つのW型12気筒エンジンはイタリアのライフ・F1チームによって1990年のF1世界選手権に投入されたものである。このエンジンの開発を担当したのは1949年から1979年までスクーデリア・フェラーリのエンジンデザイナーとして活躍したフランコ・ロッキであり、基本設計は彼自身が1967年に開発に携わった498ccの実験用W型3気筒エンジン、およびこのエンジンを6個結合した試作W型18気筒エンジンのデザインが元になっている。
ロッキが1967年当時開発したW型3気筒エンジンは、MGNエンジンのように各バンクのコネクティングロッドが直接クランクピンに接続されるのではなく、中央のマスターコンロッドに3つのスレーブコンロッドが接続されてクランクシャフトを回転させる構成を採っていた。これにより各シリンダー間のオフセットを非常に狭く取る事ができ、クランクピンの長さを短縮することにも成功していた。なお、ロッキがデザインしたW型エンジンは、かつてフェラーリもF1に投入していた水平対向エンジンの真上に直列エンジンを追加したような外見であると形容されることもある。
このエンジンは1967年当時の時点でも開発に手間取った上に、当時のレギュレーションの問題（1972年に12気筒を超える気筒数のエンジンが禁止された）で世に出ることなく終わっていたが、ロッキはフェラーリを去った後、10数年の雌伏の時を経てイタリア人ビジネスマンのエルネスト・ヴィータをパトロンに迎え、自身が設計したW型エンジンの性能を世に問うためだけにライフを立ち上げたのである。しかし、当時のシャーシデザイナーやF1関係者の多くは既に過去の人間となって久しいロッキ自身及び、ロッキのエンジンデザインの実用性を疑問視し、ライフへの協力者は当初から極めて少なかった。そのため、シャーシは自製ではなく計画がとん挫したファースト・レーシングのF1計画の際に作られたシャーシを購入し、そこに自製のW12エンジンを搭載した。しかしマシンの熟成度もエンジンの信頼性も一向に上がらず、予備予選の30分間でろくな走行もできないW型12気筒エンジン自体の問題も相まり、結局は参戦した14戦すべてで予備予選不通過という悲惨な結末に終わっている。